# Barbara Summer
Barbara Summer, née sous un nom tchèque[Lequel ?] le 20 août 1977 à Kladno, est une  actrice pornographique tchèque.

## Biographie
Barbara Summer commence sa carrière en 2003, ayant joué depuis dans une centaine de films X (anal & DP[Quoi ?]), pour différents studios comme Red Light District Video, Wicked Pictures, Evil Angel, etc.
Elle est aussi "Public Relation Manager" pour Eromaxx.net.
Elle a pu dire : "En tant qu'actrice, je garde le pouvoir de dire non. Je suis libre dans mes choix. Alors qu'une prostituée, à partir du moment où elle est payée, doit assouvir les fantasmes de son client, elle devient son jouet."

## Récompenses et nominations (2006)
- AVN Award nominee de la Female Foreign Performer of the Year,
- AVN Award nominee de la Best Threeway Sex Scene (dans Cum Fart Cocktails 2, nommée avec Mari Possa et Herschel Savage).

## Filmographie sélective
- Lex on Blondes 2 (2007)
- Lex Steele XX 6 (2006)
- Chew On My Spew POV 4 (2006)
- Asspirations (2005)
- Anal Authority 1 (2005)
- Black In The Crack Black In The Back 1 (2005)
- Altered Assholes 2 (2004)
- Balls Deep 8 (2004)
- The Art of Ass 3 (2004)